# Procés Cronak
El procés Cronak és un procés de recobriment de conversió de cromat convencional desenvolupat l'any 1933 per The New Jersey Zinc Company. Consisteix a submergir un article zincat per immersió o zincat per electrogalvanització durant 5 a 15 segons en una solució de cromat, normalment preparada a partir de dicromat de sodi i àcid sulfúric. El procés va ser patentat als Estats Units el 24 de març de 1936 amb el número USPTO 2.035.380.